# سعد البوص
سعد فهد راجح فيصل البوص من مواليد دولة الكويت في عام 1964، فاز بعضوية مجلس الامة الكويتي ( ديسمبر 2012 ) المبطل بحكم المحكمة الدستورية، عن الدائرة الخامسة، وحصل علي المركز التاسع ب (791) صوت وفاز بالانتخابات، يحمل الشهادة المتوسطة وكان يعمل في شركة نفط الكويت.

## مواقفه في مجلس الأمة
| الكتل                                          | مستقل - قبلي |
| اللجان                                         | المستقلون    |
| إحالة استجواب احمد الحمود إلى التشريعية (2013) | موافق        |
| المداولة الأولى لإسقاط الفوائد (2013)          | موافق        |
| التصويت على مرسوم الصوت الواحد (2013)          | موافق        |
| تأجيل استجواب الأذينة (2013)                   | موافق        |
| قانون مكافحة الإرهاب وغسل الأموال (2013)       | موافق        |